# Warrior Soul

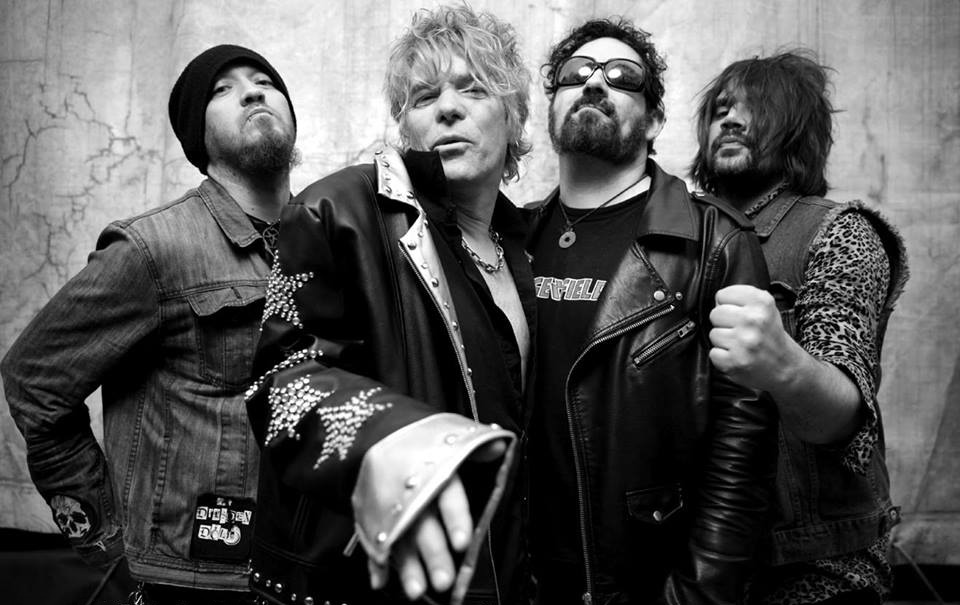
Warrior Soul

Warrior Soul ist eine US-amerikanische Hard-Rock- und Metal-Band aus New York City.

## Bandgeschichte
Um 1987 wird die von Kory Clarke gegründete Band erstmals erwähnt. In der Ära der Präsidentschaft von George H. W. Bush waren einige Songs der Band politischer Natur. Schlagzeuger wurde der frühere Killing-Joke-Drummer Paul Ferguson.
Das Debüt Last Decade Dead Century bot 1990 eine Mixtur aus Hard Rock und Post-Punk, auch der gerade erst aufkommende Grunge wurde schon etwas vorweggenommen. Die Band unterschrieb bei Geffen Records. Für die folgenden Alben wurde unter anderem mit Danzig und Soundgarden getourt. Einige Shows mit Queensrÿche auf der Tour zu Salutions from the Ghetto Nation verliefen weniger erfolgreich.
Das Album Chill Pill von 1993 fiel gewollt hart und laut aus, um den Rauswurf bei Geffen zu erreichen, was auch gelang. Es folgte 1994 noch Space Age Playboys. Die Band erlangte in Europa mehr Aufmerksamkeit als in den USA, bevor sie 1995 aufgelöst wurde. 1996 erschien mit Odds & Ends eine posthume Kollektion. Kory Clarke arbeitete nach dem Ende der Band zunächst mit Billy Duffy von The Cult zusammen und gründete dann die Space Age Playboys. 2005 wurde Mark Evans, Schlagzeuger auf drei Alben, ermordet.

### Reunion
Im März 2007 reformierte Kory Clarke die Band, die Arbeit an neuen Songs begann. Ein limitiertes Album mit dem Titel Chinese Democracy erschien im Oktober 2008, nur einen Monat, bevor das lange angekündigte gleichnamige Guns-N’-Roses-Album veröffentlicht wurde. Warrior Soul benannten ihres in Destroy the War Machine um und brachten es neu heraus. 2009 ging die Band hierfür auch auf Europa-Tour. Zurzeit lebt Kory Clarke in Berlin, wo er mit den Musikern der Hardrock-Band Stashbox ein Soloprojekt betreibt.

## Diskografie
- 1990: Last Decade Dead Century
- 1991: Drugs, God and the New Republic
- 1992: Salutations from the Ghetto Nation
- 1993: Chill Pill
- 1994: Space Age Playboys
- 1996: Odds & Ends, in Europa auch unter dem Titel Fucker
- 2000: Classics (Kompilation)
- 2006: Promo Sampler Compilation
- 2008: Live in England
- 2009: Destroy the War Machine (zunächst als Chinese Democracy)
- 2012: Stiff Middle Finger
- 2017: Back on the Lash
- 2019  Rock ’n’ Roll Disease
- 2020: Cocaine and Other Good Stuff
- 2022: Out on Bail